# Momodou Jallow
Momodou Malcolm Bilo Jallow, född 11 oktober 1975 i Gambia, är en svensk politiker (vänsterpartist). Han är ordinarie riksdagsledamot sedan 2017, invald för Malmö kommuns valkrets, och ordförande i civilutskottet sedan 4 oktober 2022.

## Biografi
Momodou Jallow är bosatt i Malmö, där han är anställd som antagningshandläggare vid Malmö universitet. Han är verksam inom Afrosvenskarnas riksförbund och ordförande i Afrosvenskarnas forum för rättvisa. Han började arbeta partipolitiskt 2011 i samband med den debatt som uppstod efter att några studenter vid Lunds universitet anordnat en "slavauktion" på en nationsfest. På grund av hot från högerextremister har han sedan dess skyddade personuppgifter. Han är ledamot av kommunfullmäktige och även suttit i kommunstyrelsen.

### Riksdagsledamot
Jallow kandiderade i riksdagsvalet 2014 och blev ersättare. Han utsågs till ny ordinarie riksdagsledamot från och med 31 augusti 2017 sedan Daniel Sestrajcic avsagt sig uppdraget. Jallow valdes därefter till ordinarie riksdagsledamot i valen 2018 och 2022.
I riksdagen är Jallow ordförande i civilutskottet sedan 4 oktober 2022 och suppleant i trafikutskottet. Han var ledamot i civilutskottet 2018–2022, skatteutskottet 2017–2018 och Europarådets svenska delegation 2018–2022. Han har tidigare varit suppleant i bland annat kulturutskottet.